# Hrvoje Kovačević
Hrvoje Kovačević (Požega, 27. siječnja 1966.), hrvatski književnik.

## Životopis
Rođen je u Požegi 27. siječnja 1966. godine gdje je završio osnovnu i srednju školu. Bavio se amaterskim filmom, autor je tri animirana i jednog kratkog igranog filma. Diplomirao je arhitekturu u Zagrebu. Crtao je karikature u "Studentskom listu", "Poletu", "Oku", "Sportskim novostima", "Reviji SN", "Startu" i dr. Dugi niz godina radio je u marketinškoj agenciji. Objavio je nekoliko romana za djecu i odrasle. Objavio je i niz kratkih priča i drama od kojih su neke objavljene u časopisima ili igrane na Drugom programu Hrvatskog radija. Od 2002. godine je profesionalni pisac, te je za roman Tajna crne kutije dobio nagradu Grigor Vitez.
Živi u Stubičkim Toplicama.

## Djela

### "Tajne"
- "Tajna Ribljeg Oka", Znanje, Zagreb, 1996., ISBN 953-6473-23-2
- "Tajna crne kutije", Znanje, Zagreb, 1998., ISBN 953-195-056-3
- "Tajna Zmajeva vrta" 2000.
- "Tajna Zlatnog zuba" 2000.
- "Tajna mačje šape", Mozaik knjiga, Zagreb, 2002., 2006. ISBN 953-196-919-1
- "Tajna tužnog psa" 2002.
- "Tajna graditelja straha", Znanje, Zagreb, 2003., ISBN 953-195-327-9
- "Tajna šutljivog dječaka" 2005.
- "Tajna sretnih susjeda" 2006.
- "Tajna šaptača lubenicama", Znanje, Zagreb, 2008., ISBN 978-953-195-737-3
- "Tajna Stubičkih toplica", Znanje, Zagreb, 2009., ISBN 978-953-195-778-6
- "Tajna Titana Horvata", Mozaik knjiga, Zagreb, 2007., ISBN 978-953-14-0150-0
- "Tajna Titana Horvata", 2007.
- "Tajna Zantara Vidovnjaka", 2012.

### Ostala djela
- Zbirka priča Idemo dalje, 2004.
- Slikovnica General Kiro Miš, 2004.
- Romani: Ingin bijeg, 2001., Naserova smrt, 2001., Putnikova smrt, 2003., Kuma Slava, brat i krava, 2004., Ljubav Gagule Petog, 2004., Tanga boy, 2005. i 2008., Neuspjeli pokušaj, 2005. i 2008., Kurzivni tekst, Anđelova šala, 2007.
- te drama Profesionalna deformacija

## Nagrade i priznanja
- Nagrada "Grigor Vitez" za dječju knjigu  "Tajna crne kutije"[2]

## Vanjske poveznice
- Intervju s Hrvojem Kovačevićem  Arhivirana inačica izvorne stranice od 20. studenoga 2009. (Wayback Machine)